# Philip Ball

Philip Ball, född 1962, är en brittisk populärvetenskaplig författare. Han har varit redaktör för magasinet 
Nature i mer än 20 år och även skrivit flera böcker. En av de böcker han är mest känd för är Critical Mass: How One Thing Leads to Another, vinnare av Aventis-priset för vetenskapliga böcker 2005. Han behandlar där en rad vetenskapliga och filosofiska områden, däribland ekonomiska cykler, Zipfs lag, katastrofteori och fångens dilemma.

## Utmärkelser
För boken Critical Mass: How One Thing Leads to Another vann han Royal Society Winton Prize for Science Books år 2005.